# الجيش العثماني (1826–1922)
الجيش العثماني الحديث (1826 - 1922) أمر السلطان محمود الثاني بعد الواقعة الخيرية سنة 1826 بحل قوات الإنكشارية ليحل محلها جيش عثماني حديث على النمط الأوروبي، فتأسس في 1826
وأطلق على الجيش اسم العساكر المحمدية المنصورة المدربة ثم اسم «أوردوي عثماني» أي الجيش العثماني ثم أستقر على اسم «أوردوي همايون» أي الجيش الهمايوني (السلطاني).

## التاريخ

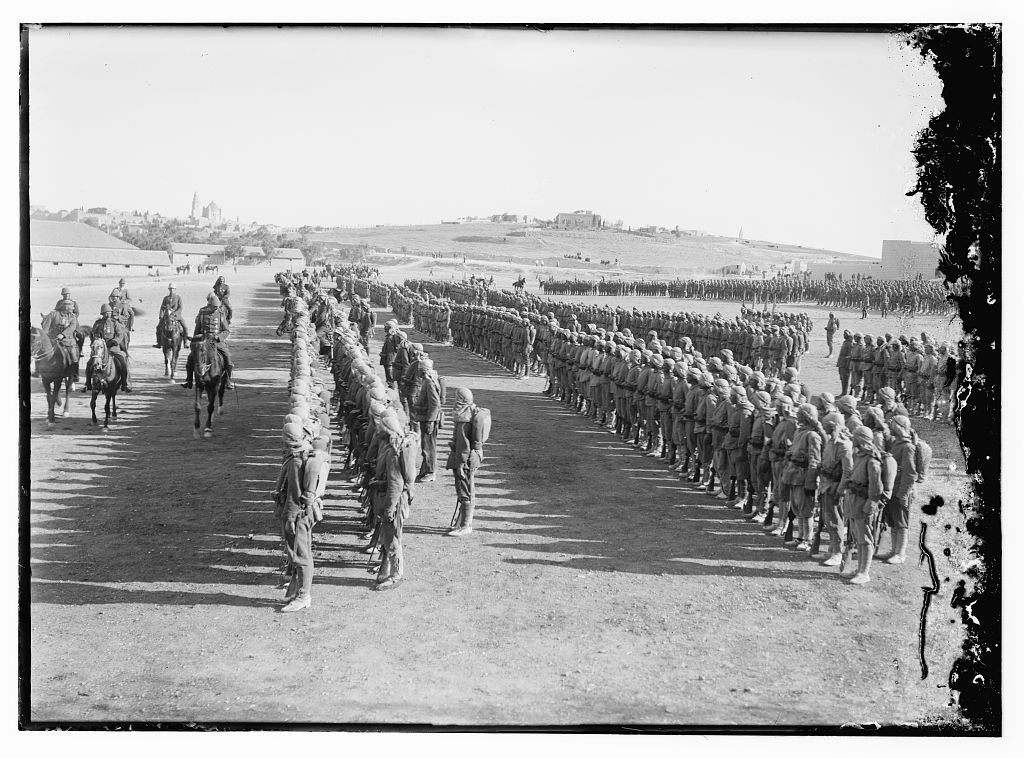
مشاة الجيش العثماني

بدأت الإصلاحات العسكرية العثمانية في عهد السلطان سليم الثالث الذي تولى الحكم في سنة 1789 فبعد انتهاء الحرب الروسية العثمانية 1877-1878 أمر باستحداث نظام عسكري جديد اسماه النظام الجديد (بالتركية: Nizam-ı Cedid)‏. نتج عن الإصلاحات العسكرية التي شملت على إصلاحات إدارية ومالية جيش نظامي على النمط الأوربي جهز بأسلحة حديثة وزي جديد كما وفرت له موارد ماليه مستقلة. ومع حلول عام 1807 كان الجيش الجديد قد بلغ تعداده 23,000 جندي.
عارضت قوات الإنكشارية الإصلاحات الجديدة وقامت بالتعاون مع علماء ورجال الدين بخلع السلطان سليم عام 1807 ليتقلد ابن عمه السلطان مصطفى الرابع مقاليد السلطنة حتى 1808.

## الإصلاحات العسكرية

### عهد محمود الثاني
في عهد السلطان محمود الثاني (1808 - 1839) استكملت الإصلاحات العسكرية في الجيش العثماني الأمر الذي تسبب في قيام الإنكشارية بالثورة ضد مشاريع السلطان الهادفة إلى إصلاح الفيالق العسكرية الإنكشارية، ونتيجة لثورة الإنكشارية أمر السلطان محمود قواته من المدفعية بضرب مهاجع الإنكشارية في إسطنبول مما تسبب في مصرع غالب الإنكشارية، في اليوم التالي اصدر السلطان مرسوما في 16 يونيو 1826 م عن حل فيالق الإنكشارية وتأسيس جيش جديد أطلق عليه اسم العساكر المحمدية المنصورة المدربة (بالتركية: Muallem Asakir-i Mansure-i Muhammadiye)‏
انيطت قيادة الجيش الجديد بالأغا حسين باشا وسارت عملية التجنيد بشكل سريع؛ فخلال 3 أيام شكل فوج يتألف من 1,500 رجل من إسطنبول٬ واتخذت الساحة المقابلة لمسجد سليمان القانوني ميدانا للتدريب وبعد اسبوع صدرت التنظيمات الرسمية للجيش والتي نصت على تشكيل قوة بحجم 12,000 جندي من 8 أفواج٬ وأن يتم تجنيد الرجال الذين تبلغ أعمارهم ما بين 15 و30 عاما ومدة الخدمة 12 عاما يمكن للفرد بعدها الاستقالة إذا أراد لكن بدون راتب تقاعدي على أنه يمكن منح الراتب تقاعدي بسبب السن أو العجز الجسدي، مع نهاية عام 1829 بلغ تعداد العساكر المحمدية المنصورة نحو 35,000 جندي يضاف إليهم 20,000 في تنظيمات الخيالة ورجال المدفعية.
إضافة إلي ذلك أسس السلطان جيشاً احتياطياً قوامه 100,000 جندي (1836) أطلق عليه اسم «العساكر الرديفة المنصورة» (بالتركية: Asakir-i Redife-i Mansure)‏ ينتشر في الأقاليم ويكلف بواجبات حفظ الأمن وتطبيق النظام.

### عهد عبد المجيد الأول
في عهد السلطان عبد المجيد الأول تم تغير اسم الجيش إلى «العساكر النظامية السلطانية» (بالتركية: Asakir-i Nizamiye-i Şahane)‏ وتقرر تقسيم الجيش إلى عدة قيادات إقليمية يكون لكل منها قائد برتبة مشير يعين من قبل السرعسكر في إسطنبول أدى هذا الأمر إلى انهاء سيطرة حكام الولايات على القوات العسكرية الواقعة ضمن حدودهم الإقليمية وربط قيادة الجيش مباشرة بإسطنبول، التقسيمات العسكرية العثمانية جاءت كما يلي:
- الجيش الأول: يسمى «جيش الحرس الإمبراطوري» (بالتركية: Hassa Ordusu)‏ ينتشر في العاصمة على ضفاف البسفور ومقر قيادته في أسكودار.
- الجيش الثاني: يسمى «جيش إسطنبول» (بالتركية: Istanbul Ordusu)‏ ينتشر في شمال غرب الأناضول وتراقيا.
- الجيش الثالث: يسمى «جيش الروملي» (بالتركية: Rumeli Ordusu)‏ ينتشر في باقي الأراضي الأوروبية العثمانية ومقر قيادته في موناستير ولاحقا في إشكودرا بألبانيا.
- الجيش الرابع: يسمى «جيش الأناضول» (بالتركية: Anadolu Ordusu)‏ ينتشر في شرق الأناضول مقر قيادته في سيفاس.
- الجيش الخامس: يسمى «جيش بلاد العرب» (بالتركية: Arabistan Ordusu)‏ ينتشر في سورية والعراق والجزيرة العربية ومقر قيادته دمشق
- الجيش السادس: تشكل عام 1848 ليتولى مسؤولية الدفاع عن العراق والجزيرة العربية بدلا عن الجيش الخامس، مقر قيادته في بغداد.
- الجيش السابع: تشكل عام 1869 من الوحدات العسكرية العثمانية المتواجدة في اليمن.

### عهد عبد الحميد الثاني

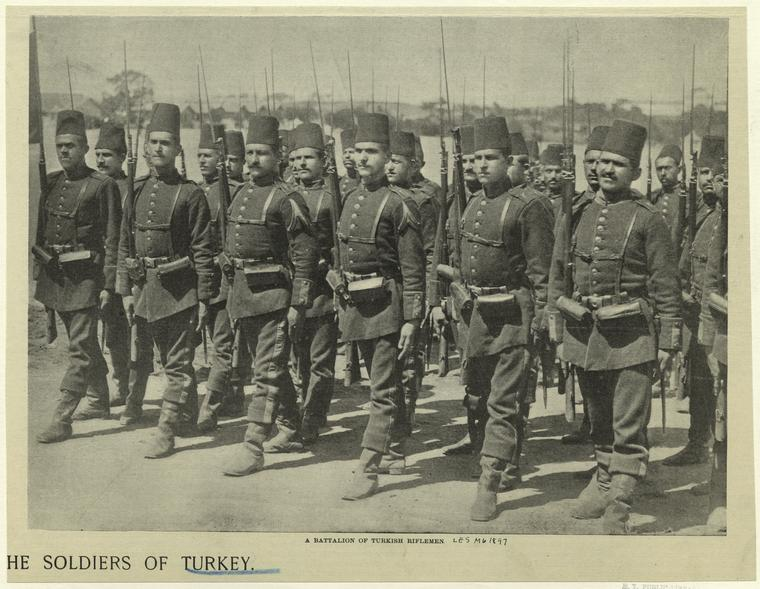
كتيبة مشاة عثمانية 1897

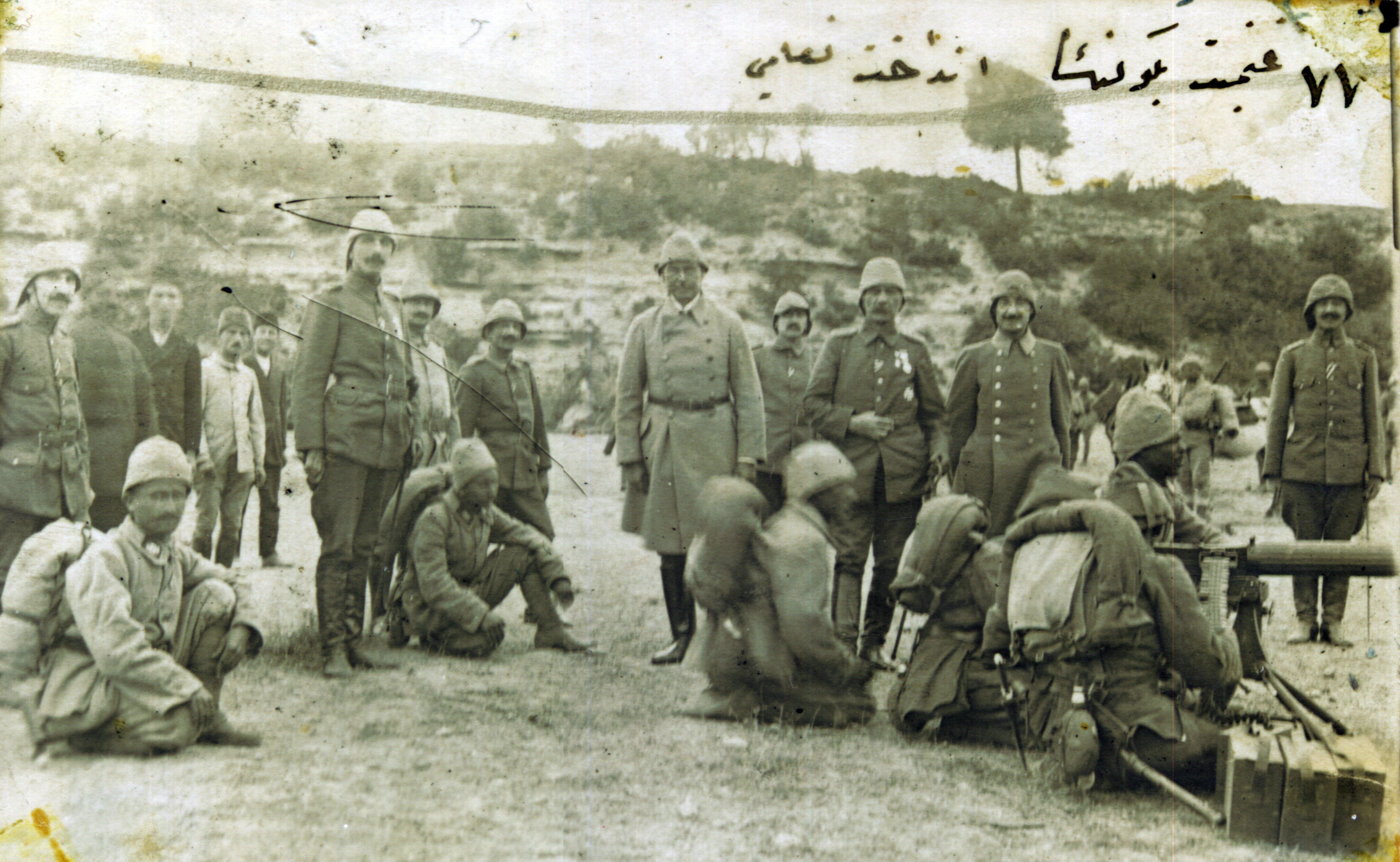

في ولاية السلطان عبد الحميد الثاني (1876-1909) مر الجيش العثماني بالعديد من الإصلاحات العسكرية لاسيما في الفترة التي أعقبت العام 1880 م، إذ استهل هذه الفترة بالاستفادة من الضباط الألمان وذلك بتعيين كل من الكولونيل كولكر وكومر كمستشارين عسكريين. وقام بتطور مناهج الكلية العسكرية لتوائم النظام الأوروبي.وقد تم تغيير تسمية الكلية العسكرية إلى كلية العلوم الحربية.وتم في هذه الكلية العمل بنظام الدرجات والترقيات المهنية. اتسمت هذه الفترة بالتنظيم الشديد للجيش إلا أن الأمر اختلف كثيرا في السنوات الأخيرة لحكم عبد الحميد خصوصا مع تقليل الميزانية المخصصة للجيش التي كانت تقدر بحوالي 7 ملايين ليرة سنويا من أصل 18.9 مليون ليرة للميزانية الكلية للدولة.

## التشكيلات العسكرية

### 1908

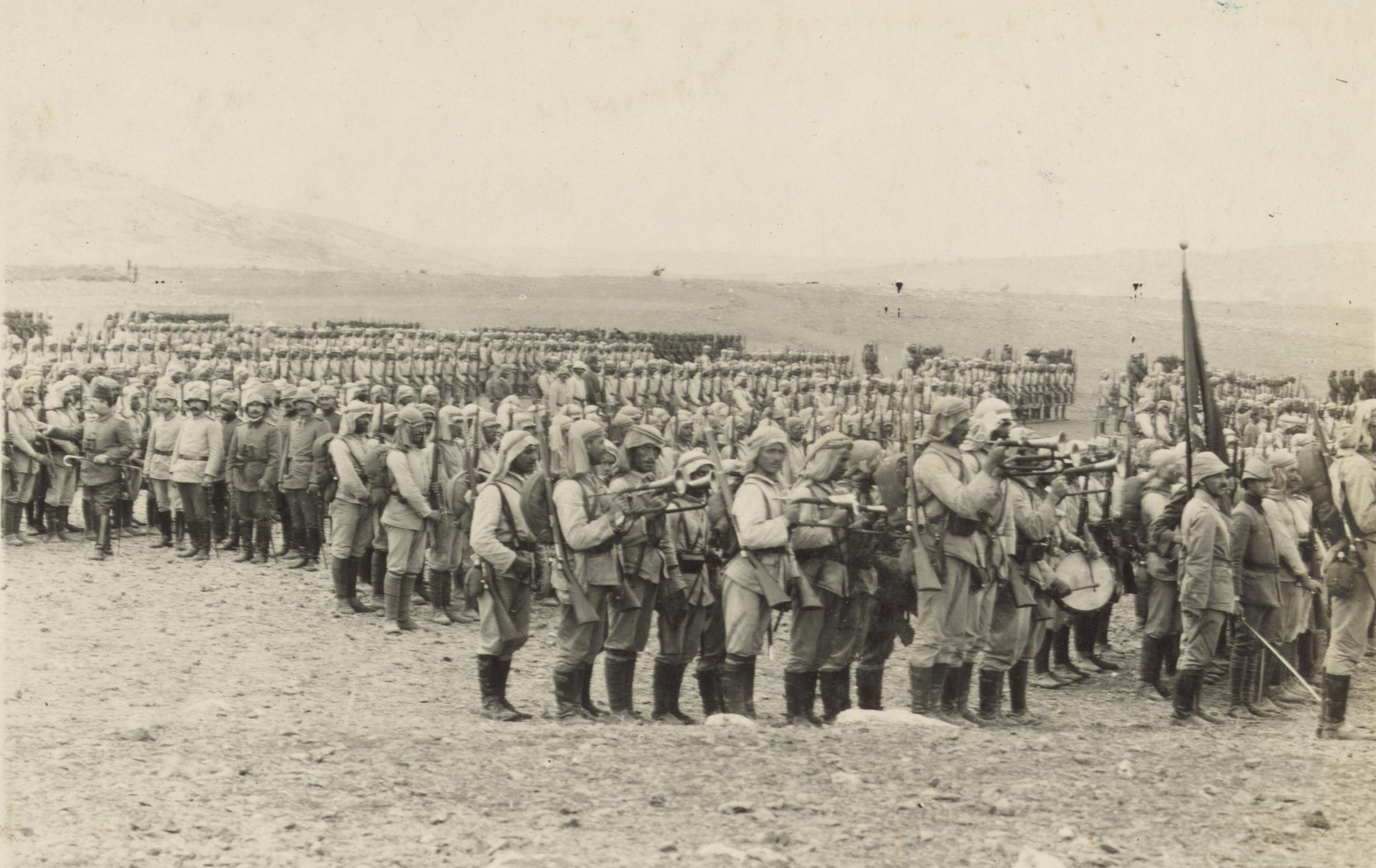
حشود الجيش العثماني في مرج بن عامر بفلسطين خلال الحرب العالمية الأولى

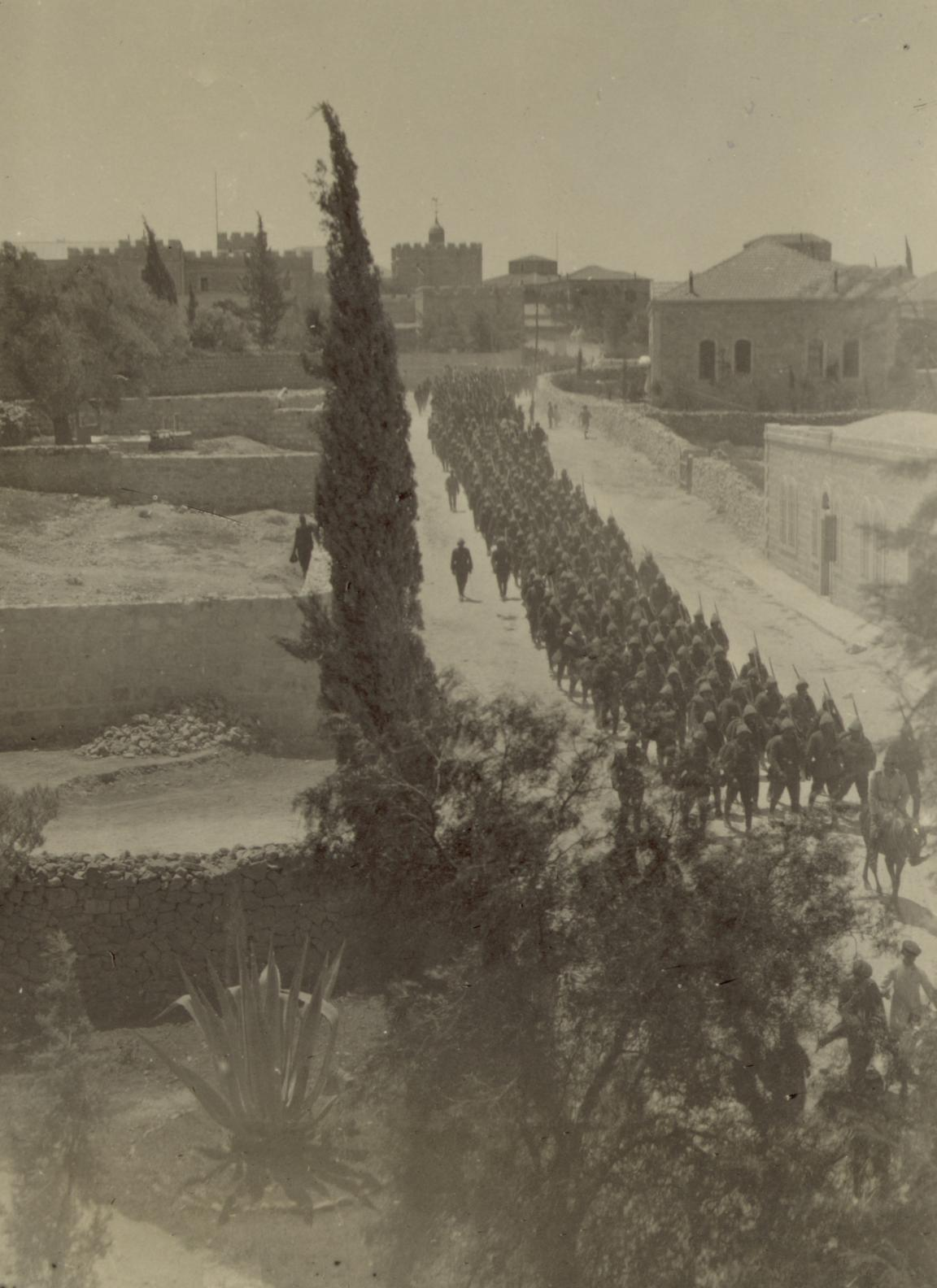
رتل عسكري للجيش العثماني عام 1914

كانت القوات العثمانية تتألف من سبعة جيوش يضم كل جيش عثماني وقت السلم قوة بحجم فيلق مؤلف من أربع فرق يضاف إليه وقت الحرب فيلقان من الرديف وفرقة من المستحفظة كذلك يتضمن الجيش قواته الخاصة به من المدفعية والخيالة.
القيادة العسكرية بيد السرعسكر، وهو رئيس الجيش وكذلك وزير الدفاع ورئيس أركان القوة البرية، فقط القوة البحرية والأسطول ليست ضمن صلاحياته. يحمل السرعسكر رتبة مشير، في عام 1908 تغير هذا المسمى إلى اسم ناظر الحربية.
التجنيد إجباري للمسلمين، مدة الخدمة العسكرية ثلاث سنوات للمشاة والبحرية وأربع سنوات للخيالة والمدفعية، ست سنوات احتياط وتسع سنوات رديف وسنتان مستحفظة.
مجموع القوات وقت الصلح 405,000 جندي (1908) يصل العدد وقت الحرب إلى 1,683,000 جندي دون احتساب أفراد الجندرمة (الدرك) والضبطية (الشرطة)، الميزانية السنوية للجيش تبلغ سبعة ملايين ليرة عثمانية (1908).
- الجيوش:[1]
  - الجيش الأول (إسطنبول)
  - الجيش الثاني (أدرنة)
  - الجيش الثالث (سالونيك)
  - الجيش الرابع (إرزينجان)
  - الجيش الخامس (دمشق)
  - الجيش السادس (بغداد)
  - الجيش السابع (صنعاء)
- الفرق المستقلة:
  - فرقة المشاة 22 (فرقة مستقلة مقرها مكة)
  - فرقة المشاة 15 (فرقة مستقلة مقرها طرابلس)

### التنظيم الثلاثي (1911)
اعادت القيادة العثمانية تنظيم الجيش في 10 يوليو 1910 ، واستحدثت نظام «الفيالق» ضمن تشكيلاتها العسكرية، فأصبح كل جيش يتألف من عدة فيالق، كما جرى إعادة تنظيم الفرق العسكرية وجعلها ثلاثية بحيث تتألف من 3 أفواج بدلا من 4 كما كان هو في السابق، وقد طبقت التعديلات الجديدة في 8 يناير 1911 ويرجع السبب في تأخر تطبيقها إلى عدم وجود فائض من الضباط والمعدات لشغل التشكيلات الجديدة.
ترتب على التظيم الثلاثي خفض حجم فرقة المشاة من 17,000 إلى 12,000 فردا أما حجم الفيلق فقد أصبح في كامل قواته بالتنظيم الثلاثي يتألف من 41,000 فرد  ومع ان تعداد فرقة المشاة قد انخفض وفقا للتنظيم الجديد إلا انه بالوقت نفسه فقد ارتفع نتيجة لذلك تعداد فرق المشاة من 21 فرقة عام 1908 إلى 42 فرقة عام 1911.
وطبقا للتنظيم الجديد فقد أصبحت فرقة المشاة تتألف من 3 أفواج، وكل فوج يتألف من 3 كتائب مشاة، وألغي بالتنظيم الجديد جميع تشكيلات الألوية من فرق المشاة، ففي السابق كانت الفرقة تتألف من لوائين وكل لواء من فوجين أما في التنظيم الجديد فالفرقة تتألف من 3 أفواج.
أصبحت فرقة المشاة بالتنظيم الثلاثي تضم 10 كتائب (16 كتيبة سابقا) حيث تتشكل فرقة المشاة من 3 أفواج وكل فوج يتألف من 3 كتائب بمجموع 9 كتائب مشاة وتضاف لكل فرقة مشاة كتيبة قناصة ليصبح إجمالي عدد الكتائب بكل فرقة 10، وعلى الرغم من أن التظيم الجديد قد قلص عدد الكتائب في أفواج المشاة من 4 إلى 3 أي بنسبة 25٪ إلا انه من جهة أخرى زاد عدد كتائب المدفعية ضمن افواج المدفعية لتصبح 3 كتائب بدلا من كتيبتين أي بمقدار 33٪ وبذلك أصبح من الممكن وضع كتيبة مدفعية في الاسناد المباشر لكل فوج مشاة فأصبح لكل فرقة مشاة فوج مدفعية مؤلف من 3 كتائب ضمن تشكيلها العضوي وهو مالم يكن معمولا به في السابق.
ويبلغ حجم كتيبة المشاة النظامية في وقت الحرب نحو 1134 فردا (23 ضابطا و1048 جندي مشاة و63 جنديا آخرين) أما في وقت السلم فيبلغ تعداد افرادها نحو 350 جندي مدرب وقد ينخفض هذا العدد إلى 273 فردا في بعض الحالات ٬ إضافة إلى ذلك تمتلك كل كتيبة مشاة عادة حوالى 150 فردا من المجندين الجدد غير المدربين مما يرفع تعداد كتيبة المشاة ليصل إلى 450 فردا في المتوسط في اوقات السلم.
- توزيع الجيوش:(14 فيلقا بمجموع 42 فرقة مشاة)[14]
  - الجيش الأول (المقر: إسطنبول، بمجموع 4 فيالق من 12 مشاة مشاة)
    - الفيلق الأول (الفرقة الأولى مشاة، الفرقة الثانية مشاة، الفرقة الثالثة مشاة، لوائين خيالة مستقلين)
    - الفيلق الثاني (الفرقة الرابعة مشاة، الفرقة الخامسة مشاة، الفرقة السادسة مشاة)
    - الفيلق الثالث (الفرقة السابعة مشاة، الفرقة الثامنة مشاة، الفرقة التاسعة مشاة، لواء خيالة مستقل)
    - الفيلق الرابع (الفرفة العاشرة مشاة، الفرقة الحادية عشر مشاة، الفرقة الثانية عشر مشاة، لواء خيالة مستقل)

  - الجيش الثاني (المقر: سالونيك، بمجموع 3 فيالق من 9 فرق مشاة و3 فرق مشاة مستقلة)
    - الفيلق الخامس (فرقة المشاة 13، فرقة المشاة 14، فرقة المشاة 15، لواء خيالة مستقل)
    - الفيلق السادس (فرقة المشاة 16، فرقة المشاة 17، فرقة المشاة 18، لواء خيالة مستقل)
    - الفيلق السابع (فرقة المشاة 19، فرقة المشاة 20، فرقة المشاة 21، لواء خيالة مستقل)
    - 3 فرق مشاة مستقلة (فرقة المشاة 22، فرقة المشاة 23، فرقة المشاة 24)

  - الجيش الثالث (المقر: أرزينجان، بمجموع 3 فيالق من 7 فرق مشاة)
    - الفيلق التاسع (فرقة المشاة 28، فرقة المشاة 29)
    - الفيلق العاشر (فرقة المشاة 30، فرقة المشاة 31، فرقة المشاة 32)
    - الفيلق الحادي عشر (فرقة المشاة 33، فرقة المشاة 34)

  - الجيش الرابع (المقر: بغداد، بمجموع فيلقين من 4 فرق مشاة)
    - الفيلق الثاني عشر (فرقة المشاة 35، فرقة المشاة 36، لواء خيالة مستقل)
    - الفيلق الثالث عشر (فرقة المشاة 37، فرقة المشاة 38، لواء خيالة مستقل)

  - التشكيلات المستقلة
  - الفيلق الثامن (المقر: دمشق، فرقة المشاة 25، فرقة المشاة 26، فرقة المشاة 27، لواء خيالة مستقل)
  - الفيلق الرابع عشر (المقر: صنعاء، فرقة المشاة 39، 40)
  - الفرقة 41 (الحجاز)
  - الفرقة 42 (طرابلس الغرب)

### 1914
تسببت الأضطرابات الداخلية التي عانت منها الدولة العثمانية إلى خلع السلطان عبد الحميد الثاني عام 1909 وتنصيب شقيقه محمد الخامس بدلا منه، وسرعان ما بدأت الدولة العثمانية في خسارة أراضيها نتيجة الحروب المتتالية فخسرت عام 1911 ولاية طرابلس الغرب نتيجة الحرب العثمانية الإيطالية، كما تسببت حرب البلقان الأولى عام 1912 في خسارة الدولة العثمانية لأغلب أراضيها في أوروبا وفقدت خمس ولايات كاملة وهي ولايات شكودرا وسالونيك ويانيه وكوسوفا ومناستر. وقد تقلص نتيجة لذلك تعداد الجيش العثماني.
قبيل الحرب العالمية الأولى عام 1914 كان الجيش العثماني يضم 36 فرقة عسكرية ينتظمون في 14 فيلقا
- الجيش الأول (إسطنبول): يتكون من 5 فيالق كل فيلق مؤلف من 3 فرق (بمجموع 15 فرقة)
- الجيش الثاني (حلب): يتكون فيلقين كل فيلق مؤلف من فرقتين كما يضم الجيش فرقة مستقلة (بمجموع 5 فرق)
- الجيش الثالث (أرزينجان): يتكون من 3 فيالق كل فيلق من 3 فرق (بمجموع 9 فرق)
- الجيش الرابع (بغداد): يتكون من فيلقين كل فيلق من فرقتين (بمجموع 4 فرق)
- الفيلق السابع (صنعاء): يتكون من فرقتي مشاة
- الفيلق الحجازي (عسير) يتكون من فرقة مشاة واحدة

تم إلغاء نظام الرديف حيث ستقوم قوات الاحتياط بتعبئة الفرق النظامية بدلا من أن يتم تشكيل فرق جديدة من قوات الرديف.

### 1918-1917
- الجيش الثامن (المقر: مدينة طولكرم):

وقد تكون هذا الجيش من الفيلق الثاني والعشرون، والفيلق السابع عشر، والفيلق الحادي والعشرون، وفيلق آسيا الألماني، والفرقة 16، وفرقة الفرسان القوقازية الثانية، إضافة إلى الشعب الثالثة، والسابعة، و16، و19، و20، و54، و57، و58.

## المدفعية

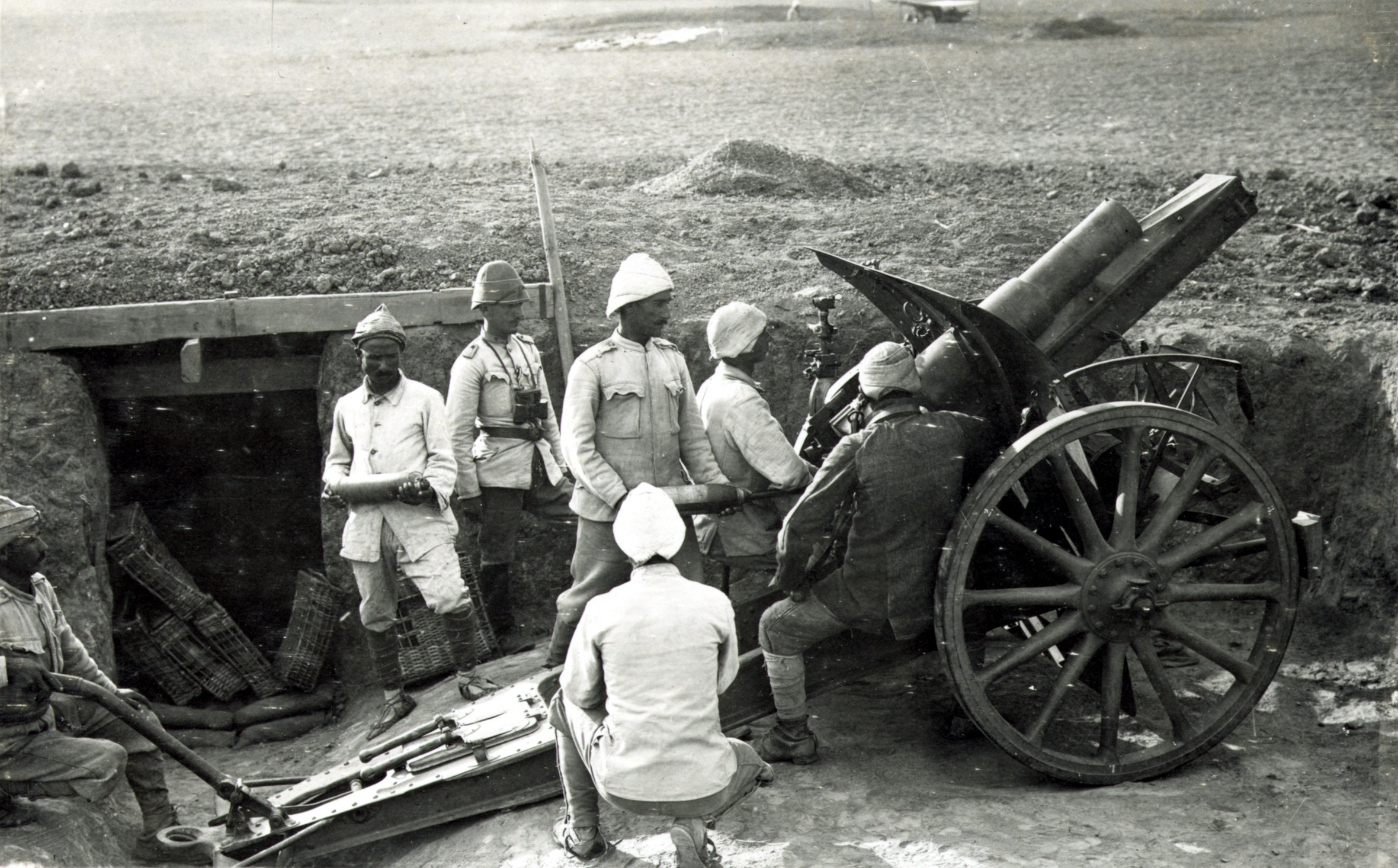
مدفع هاوتزر عثماني خلال الحرب العالمية الأولى

يملك الجيش العثماني عام 1908 نحو 1626 مدفعاً متحركاً في 15 لواءً من 271 بطارية مدفعية، إضافة إلى 876 مدفع قلعة موزعين على 146 بطارية.
| الجيش        | عدد البطاريات |
| ------------ | ------------- |
| الجيش الأول  | 39 بطارية     |
| الجيش الثاني | 58 بطارية     |
| الجيش الثالث | 77 بطارية     |
| الجيش الرابع | 39 بطارية     |
| الجيش الخامس | 26 بطارية     |
| الجيش السادس | 17 بطارية     |
| الجيش السابع | 7 بطاريات     |

## معرض صور

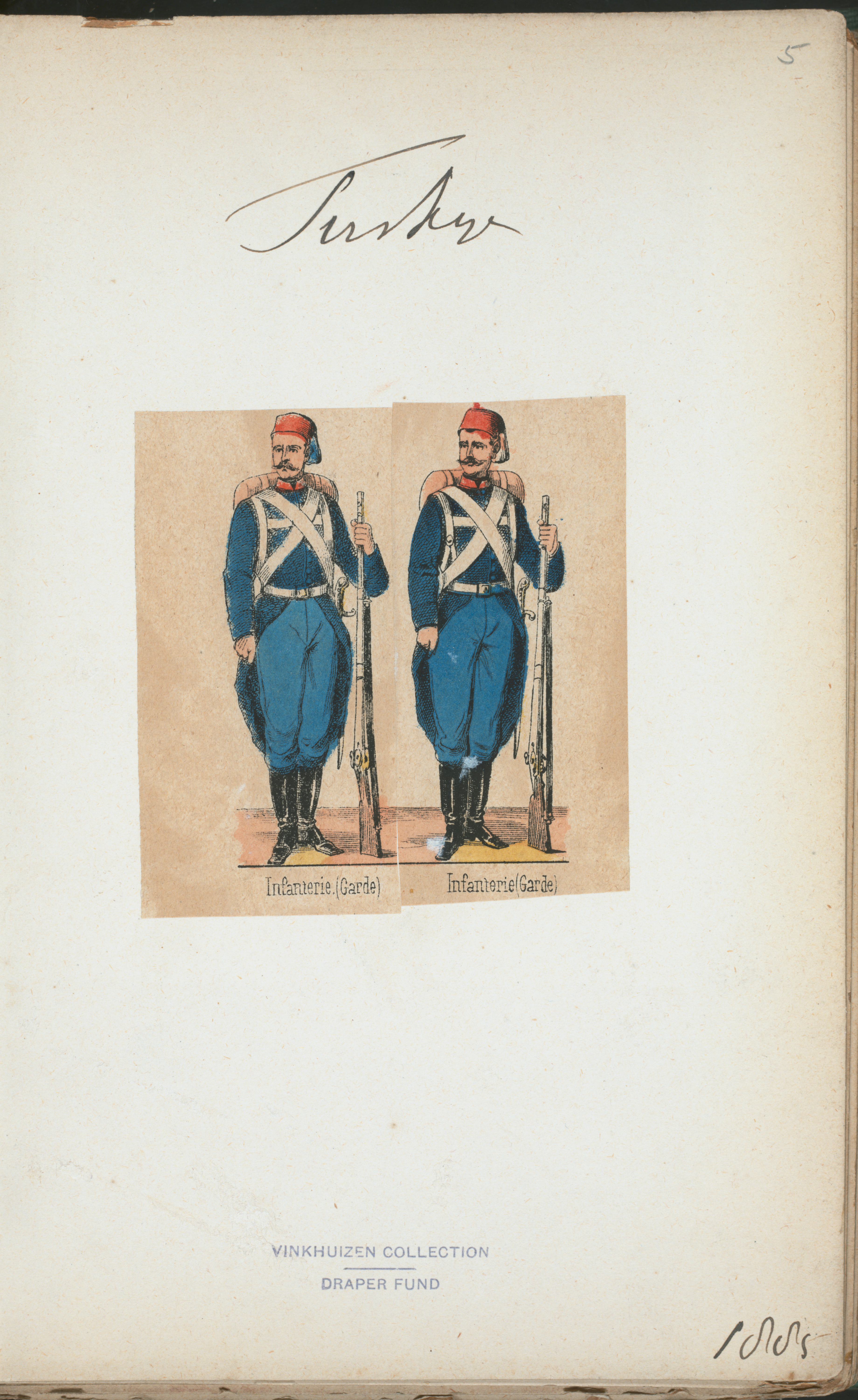
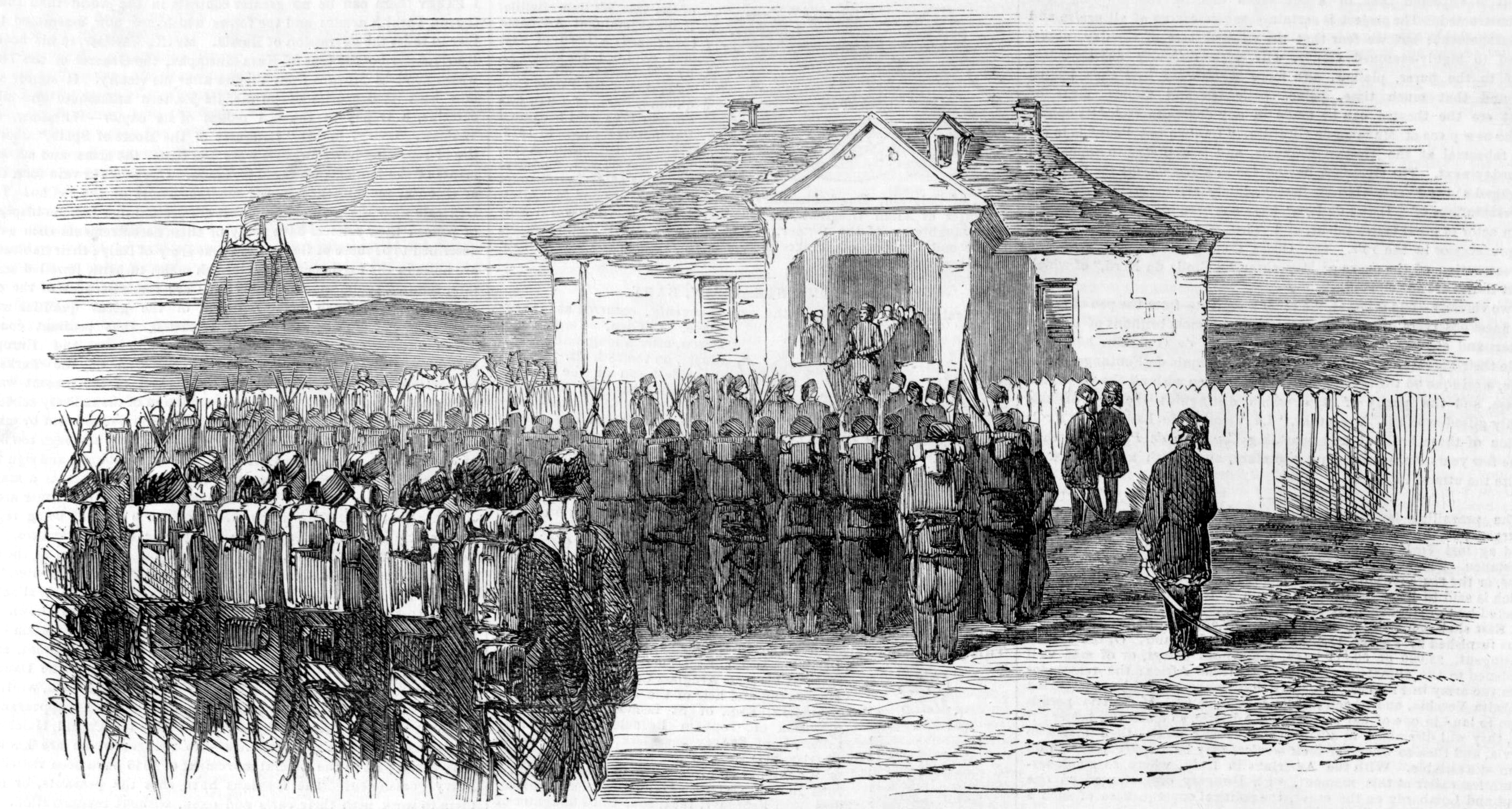
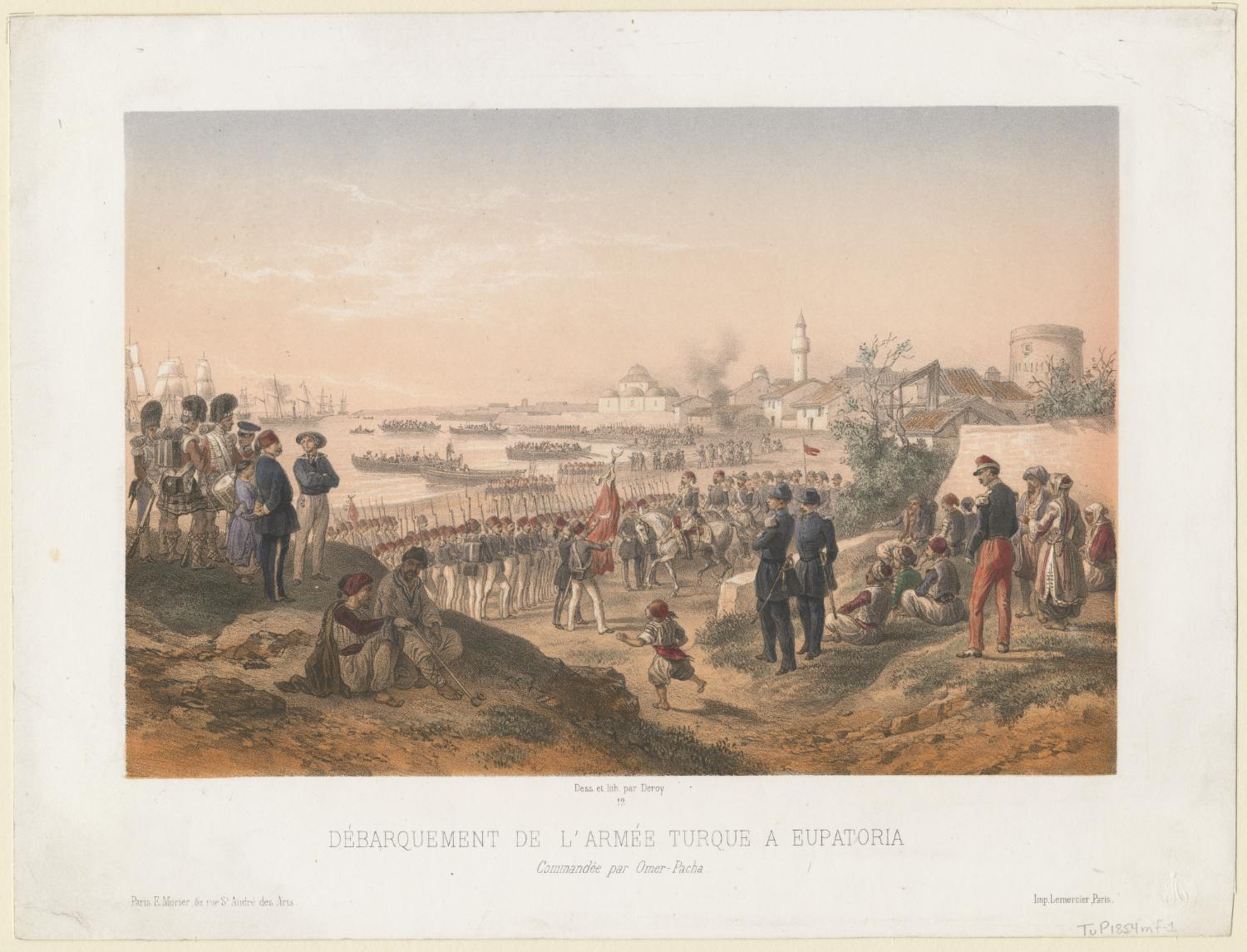
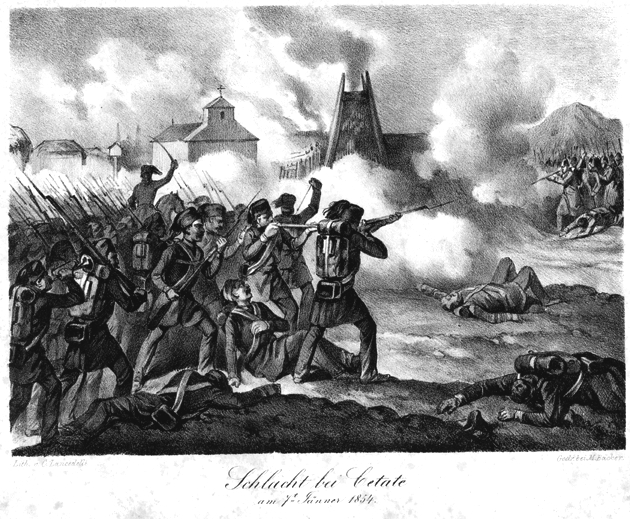
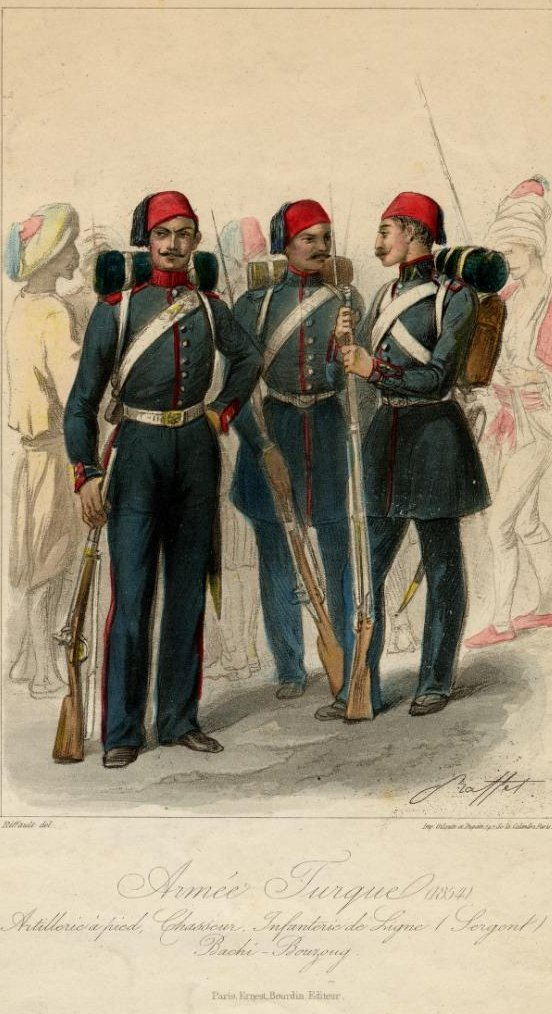
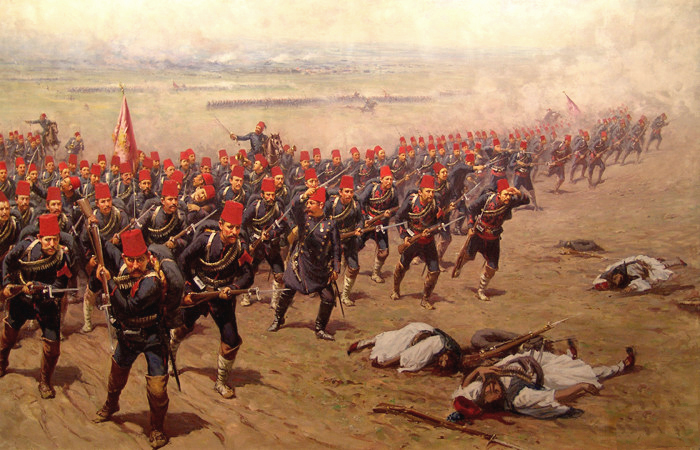

## الرتب العسكرية
| الضباط الأمراء | الضباط الأمراء        | الضباط الأمراء | الضباط الأمراء | الضباط القادة   | الضباط القادة    | الضباط القادة | الضباط الأعوان       | الضباط الأعوان | الضباط الأعوان | الضباط الأعوان |
| -------------- | --------------------- | -------------- | -------------- | --------------- | ---------------- | ------------- | -------------------- | -------------- | -------------- | -------------- |
|                |                       |                |                |                 |                  |               |                      |                |                |                |
| مشير           | برنچي فريق (فريق أول) | فريق           | مير لوا (لواء) | مير آلاي (عميد) | قايم مقام (عقيد) | بكباشي (مقدم) | صاغ كول اغاسي (رائد) | يوزباشي (نقيب) | ملازم أول      | ملازم          |

### البحرية
| الضباط الأدميرالات     | الضباط الأدميرالات                | الضباط الأدميرالات     | الضباط الأدميرالات    | الضباط القباطنة          | الضباط القباطنة          | الضباط القباطنة          | ضباط البحرية الأعوان | ضباط البحرية الأعوان |
| ---------------------- | --------------------------------- | ---------------------- | --------------------- | ------------------------ | ------------------------ | ------------------------ | -------------------- | -------------------- |
| 92x92pik               | 92x92pik                          | 92x92pik               | 92x92pik              | 92x92pik                 | 92x92pik                 | 92x92pik                 | 92x92pik             | 92x92pik             |
| مشير أميرال(مشير بحري) | ينكرجي فريق أميرال(فريق أول بحري) | فريق أميرال(فريق بحري) | أميرال لوا(لواء بحري) | كاليون قبطاني(عقيد بحري) | فرقاطن قبطاني(مقدم بحري) | كورفيد قبطاني(رائد بحري) | يوزباشي(نقيب)        | ملازم(ملازم)         |

## مواضيع مرتبطة
- الدولة العثمانية
- القوات الجوية العثمانية
- البحرية العثمانية
- الصفعة العثمانية

## هوامش
1. 1 2 3 4 5  يلماز أوزتونا، تاريخ الدولة العثمانية، الجزء الثاني ص.414
2. ↑  Defeat in detail: the Ottoman Army in the Balkans, 1912-1913 By Edward J. Erickson P.52
3. 1 2  يلماز أوزتونا، تاريخ الدولة العثمانية، الجزء الثاني ص.412
4. 1 2 3  Encyclopedia of the Ottoman Empire By Gábor Ágoston, Bruce Alan Masters. P.594
5. ↑  History of the Ottoman Empire and Modern Turkey: Volume 2, Reform, Revolution, and Republic: The Rise of Modern Turkey 1808-1975, المجلد 11 Stanford J. Shaw, Ezel Kural Shaw Cambridge University Press, 1977 P.23
6. ↑  History of the Ottoman Empire and Modern Turkey: Volume 2, Reform, Revolution, and Republic: The Rise of Modern Turkey 1808-1975, المجلد 11 Stanford J. Shaw, Ezel Kural Shaw Cambridge University Press, 1977 P.29
7. ↑  History of the Ottoman Empire and modern Turkey. Stanford J. Shaw. Ezel Kural Shaw. P.85
8. ↑  يلماز أوزتونا، تاريخ الدولة العثمانية، الجزء الثاني ص.415
9. ↑  Defeat in Detail, Edward J. Erickson P26
10. ↑  Defeat in Detail, Edward J. Erickson P28
11. 1 2 3 4  Defeat in Detail, Edward J. Erickson P27
12. ↑  Defeat in Detail, Edward J. Erickson P51
13. ↑  Defeat in Detail, Edward J. Erickson P52
14. ↑  Defeat in Detail, Edward J. Erickson P53
15. 1 2  يلماز أوزتونا، تاريخ الدولة العثمانية، الجزء الثاني ص.417